# Рыжиково (Смоленская область)
Рыжиково — деревня в Руднянском районе Смоленской области России. Входит в состав Смолиговского сельского поселения. Население — 192 жителя (2007 год). 
Расположена в западной части области в 14 км к юго-востоку от Рудни, в 0,5 км южнее автодороги А141 Орёл — Витебск, на берегу реки Ольшанка. В 0,5 км северо-западнее деревни расположена железнодорожная станция О.п. 439-й км на линии Смоленск — Витебск. 

## История
В годы Великой Отечественной войны деревня была оккупирована гитлеровскими войсками в июле 1941 года, освобождена в октябре 1943 года.